# 미노정 (도쿠시마현)
미노정(三野町)은 도쿠시마현 북서부, 요시노강 나카유역 북안에 위치했던 정이다. 2006년 3월 1일, 미요시내의 5정촌과 신설 합병해 시로 승격해 미요시시가 되었다.

## 역사
16세기 후반 무로마치 막부를 지배한 미요시 씨의 출신지이다.
- 1889년 10월 1일 - 정촌제 시행에 의해 합병전의 구역인 미노촌이 성립하였다.
- 1924년 1월 26일 - 미노촌이 정으로 승격해 미노정이 되었다.
- 2006년 3월 1일 - 이케다정, 야마시로정, 이카와정, 히가시이야야마촌, 니시이야야마촌과 합병해 미요시시가 성립하였다. 동일 미노정은 폐지되었다.

## 행정
- 다케시게 요시히로 (竹重 義博)

## 교통

### 도로
- 도쿠시마 자동차도는 다니고 있지만 나들목(IC), 휴게소(SA), 주차구역(PA)은 없다.